# Alto (Wisconsin)
Alto – miasto w Stanach Zjednoczonych, w stanie Wisconsin, w hrabstwie Fond du Lac.